# Saint-Sulpice (Oise)
Saint-Sulpice – miejscowość i gmina we Francji, w regionie Hauts-de-France, w departamencie Oise. Nazwa miejscowości pochodzi od imienia św. Sulpicjusza.
Według danych na rok 1990 gminę zamieszkiwało 886 osób, a gęstość zaludnienia wynosiła 100 osób/km² (wśród 2293 gmin Pikardii Saint-Sulpice plasuje się na 323. miejscu pod względem liczby ludności, natomiast pod względem powierzchni na miejscu 542.).